# Arquidiocese de Gdańsk
A Arquidiocese de Gdańsk (Archidiœcesis Gedanensis) é uma circunscrição eclesiástica da Igreja Católica situada em Gdańsk, Polônia. Seu atual arcebispo é Tadeusz Wojda, S.A.C.. Sua Sé é a Catedral de Oliwa.
Possui 201 paróquias servidas por 701 padres, abrangendo uma população de 1 080 029 habitantes, com 93,7% da dessa população jurisdicionada batizada (1 011 942 católicos).

## História
Desde a Idade Média, Gdańsk fazia parte do arquidiaconato da Pomerânia da diocese de Włocławek. Em 1821, em virtude da bula De salute animarum do Papa Pio VII, com a qual o pontífice reorganizou os distritos eclesiásticos do reino da Prússia, este território passou a fazer parte da diocese de Kulm (Chełmno em polonês), hoje diocese de Pelplin. Após a Primeira Guerra Mundial, foi criada a Cidade Livre de Danzigue, que do ponto de vista eclesiástico incluía territórios não só da diocese de Kulm/Chełmno, mas também da arquidiocese de Vármia, na Prússia Oriental.
Apenas cerca de 10% da população era polonesa, o resto era majoritariamente alemã. O primeiro esperava a união de todo o território da Cidade Livre de Danzigue com a diocese de Chełmno, o segundo a sua unificação com a sé de Vármia. Os atritos entre as duas nacionalidades levaram a Santa Sé a erigir, em 21 de abril de 1922, uma administração apostólica no território da Cidade Livre de Danzigue.
Três anos depois, em 30 de dezembro de 1925, com a bula Universa christifidelium do Papa Pio XI a nova diocese foi imediatamente submetida à Santa Sé. Todas as paróquias existentes eram de língua alemã e só em 1937 estabeleceu-se 2 paróquias polonesas. Este fato despertou a ira do governo alemão, que lançou uma campanha para desacreditar o bispo Edward Aleksander Władysław O'Rourke e impedi-lo de exercer as suas funções; O'Rourke foi forçado a renunciar em junho de 1938. Ele foi sucedido por Carl Maria Splett, de origem alemã.
Após a Segunda Guerra Mundial, Danzigue perdeu o seu estatuto de cidade livre e foi integrada ao estado polonês, e a população polonesa tornou-se a maioria na diocese. O bispo Splett foi preso pelas autoridades em 9 de agosto de 1945 e condenado a 8 anos de prisão por atividades antipolonesas. Depois de libertado da prisão regressou à Alemanha, onde faleceu em 1964, sem nunca ter renunciado ao cargo de bispo.
Em 28 de junho de 1972, a diocese perdeu a independência eclesiástica e passou a fazer parte da província eclesiástica de Gniezno.
Em 25 de março de 1992 com a bula Totus tuus Poloniae populus do Papa João Paulo II foi elevada à categoria de arquidiocese metropolitana. Ao mesmo tempo, as fronteiras diocesanas foram revistas, com a transferência de uma parte do seu território em benefício da ereção da diocese de Elbląg, e com a aquisição de toda a parte norte da diocese de Chełmno (agora a diocese de Pelplin)..
No dia 12 de junho de 1987, a arquidiocese acolheu pela primeira vez a visita apostólica de um pontífice, João Paulo II. O Papa visitou Gdańsk novamente em 1999.

## Prelados
|                          | Nome                                   | Período    | Notas                                         |
| Arcebispos               | Arcebispos                             | Arcebispos | Arcebispos                                    |
| ------------------------ | -------------------------------------- | ---------- | --------------------------------------------- |
| 3º                       | Tadeusz Wojda, S.A.C.                  | 2021-      | Atual                                         |
| 2º                       | Sławoj Leszek Głódź                    | 2008-2020  |                                               |
| 1º                       | Tadeusz Gocłowski, C.M. †              | 1992-2008  |                                               |
| Bispos                   |                                        |            |                                               |
| 5º                       | Tadeusz Gocłowski, C.M. †              | 1984-1992  |                                               |
| 4º                       | Lech Kaczmarek †                       | 1971-1984  |                                               |
| 3º                       | Edmund Nowicki †                       | 1964-1971  |                                               |
| 2º                       | Carl Maria Splett †                    | 1938-1964  |                                               |
| 1º                       | Edward Aleksander Władysław O'Rourke † | 1922-1938  |                                               |
| Bispo coadjutor          |                                        |            |                                               |
|                          | Edmund Nowicki                         | 1951-1964  |                                               |
| Bispos auxiliares        |                                        |            |                                               |
|                          | Piotr Przyborek                        | 2022-      | Atual                                         |
|                          | Wiesław Szlachetka                     | 2013-      | Atual                                         |
|                          | Zbigniew Jan Zieliński                 | 2015-2022  | Nomeado Bispo coadjutor de Koszalin-Kołobrzeg |
|                          | Ryszard Kasyna                         | 2005-2012  | Nomeado Bispo de Pelplin                      |
|                          | Zygmunt Józef Pawłowicz                | 1985-2005  |                                               |
|                          | Tadeusz Gocłowski, C.M.                | 1983-1984  | Elevado a Bispo                               |
|                          | Józef Kazimierz Kluz                   | 1972-1982  |                                               |
|                          | Lech Kaczmarek                         | 1958-1971  | Elevado a Bispo                               |
| Administrador apostólico |                                        |            |                                               |
|                          | Jacek Jezierski                        | 2020-2021  | Bispo de Elbląg                               |
|                          | Andrzej Wronka                         | 1945-1951  |                                               |